# Oronsay
Oronsay (in lingua gaelica scozzese: Orasaigh, pronuncia IPA /ˈɔɾəs̪aj/), a volte detta e pronunciata come Oransay dalla comunità locale, è una piccola isola tidale situata a sud di Colonsay, nell'arcipelago delle Ebridi Interne in Scozia, e si estende per 519 ettari.
Si innalza fino ad una altezza di 93 metri sul livello del mare presso Beinn Orasaigh (Beinn Oronsay) ed è collegata a Colonsay da una strada rialzata tidale chiamata An Traigh ("il filo"), consistente di sabbia e piana di marea. Al censimento del 2001, Oronsay fu registrata con una popolazione di cinque persone, che vivono presso la fattoria vicina al Priorato di Oronsay. L'isola non ha servizi di per sé, e pertanto dipende interamente dall'accesso tidale da e per Colonsay. Le rocce e gli scogli di Eilean nan Ròn ("isola delle foche") a sud-ovest sono una importante colonia di riproduzione della foca grigia. Per conservare la popolazione dei gracchi residenti e delle gallinelle terrestri, Oronsay e la parte meridionale di Colonsay sono divenute un'Area di Protezione Speciale nel dicembre 2007.
Vi sono due teorie per spiegare le origini del nome dall'antico norreno: una afferma che provenga da Isola di Otterano (Oran); Otterano fu il fondatore del priorato dell'isola nel 563. L'altra teoria afferma che il nome potrebbe provenire dalla parola norrena Örfirisey che significa "isola della marea calante".

## Storia
Durante una visita a Colonsay nel XVIII secolo, Joseph Banks fu informato che "Macdufie era un fattore o il gestore per conto di Macdonald, Signore delle Isole per le isole di Oransay e Colonsay, e per la sua cattiva gestione e tirannia fu giustiziato per ordine del principe".
Oggi l'isola è posseduta dalla famiglia Colburn.

## Archeologia

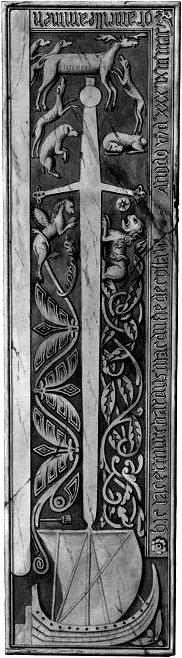
Tomba di Murchardus Macdufie, morto nel 1539.

L'isola è molto conosciuta per via del Priorato di Oronsay, un priorato agostiniano del XIV secolo, oggi in rovina, ma situato probabilmente nello stesso luogo dell'edificio originario del 563, ed è noto anche per la Croce di Oronsay, in origine lavorata su Iona. Le dimensioni del priorato erano modeste, ma ha uno dei chiostri quadrati più completi (anche se in parte è stato restaurato) di ogni altro edificio religioso scozzese medievale. Nel tardo Medioevo nacque su Oronsay una scuola di scultura monumentale, che lasciò diverse lastre con effigi e incisioni presso il priorato stesso, o presso altri luoghi religiosi in tutte le Ebridi, dove furono esportati. La produzione di sculture ebbe fine con la riforma scozzese.
Oronsay è una delle molte isole delle Ebridi che hanno fornito agli archeologi informazioni inestimabili riguardo al periodo Mesolitico della Preistoria, in particolare relativamente alla dieta degli esseri umani.

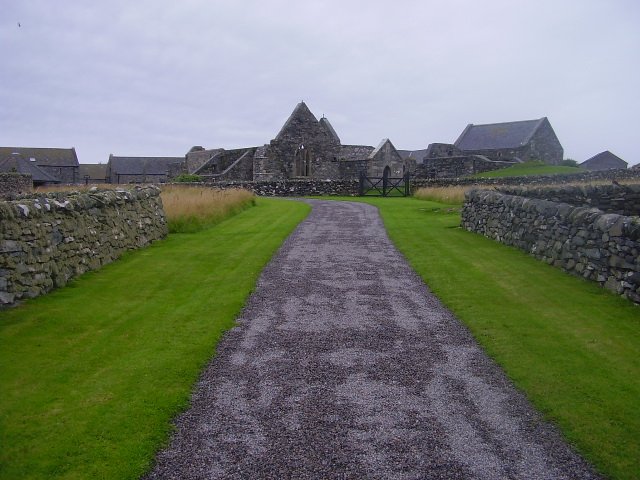
Il Priorato di Oronsay è stato di recente risistemato per la visita della regina Elisabetta II del Regno Unito.

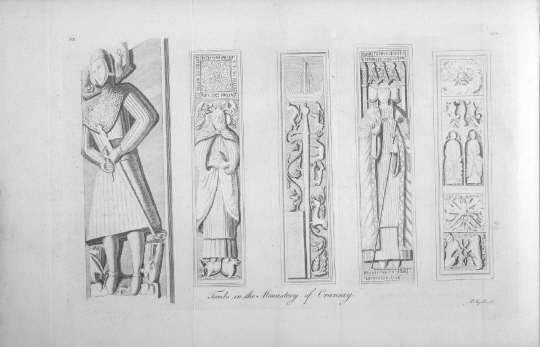
Tombe su Oransay